# Neoleptoneta caliginosa
Neoleptoneta caliginosa is een spinnensoort in de taxonomische indeling van de Leptonetidae.
Het dier behoort tot het geslacht Neoleptoneta. De wetenschappelijke naam van de soort werd voor het eerst geldig gepubliceerd in 1977 door P. M. Brignoli.